# Bahnstrecke Meyenburg–Güstrow
| Verlauf der Bahnstrecke Güstrow–Meyenburg |                                                                                           |                                                      |                                                      |
| Streckennummer: | 6939                                                                                      |                                                      |                                                      |
| Kursbuchstrecke: | 105f (1934) 106f (1939) 119g (1946) 119f (DR bis 1968) 810 (DR ab Sommer 1968) 174 (2000) |                                                      |                                                      |
| Streckenlänge: | 61,8 km                                                                                   |                                                      |                                                      |
| Spurweite: | 1435 mm (Normalspur)                                                                      |                                                      |                                                      |
| |                                                                                           |                                                      |                                                      |
| \| \| \| von Schwaan \| \| \| \| \| von Bützow \| \| \| \| 59,461 \| Güstrow \| Güstrow \| \| \| 56,320 \| Priemerburg \| Priemerburg \| \| \| \| nach Plaaz und nach Szczecin \| \| \| \| 55,376 \| Infrastrukturgrenze DB InfraGO / RegioInfra Nord-Ost \| Infrastrukturgrenze DB InfraGO / RegioInfra Nord-Ost \| \| \| 52,900 \| Klueß \| Klueß \| \| \| 47,800 \| Hoppenrade (Meckl) \| Hoppenrade (Meckl) \| \| \| 44,400 \| Klein Grabow \| Klein Grabow \| \| \| 41,000 \| Marienhof \| Marienhof \| \| \| 38,100 \| Krakow am See (Meckl) \| Krakow am See (Meckl) \| \| \| 33,700 \| Bossow (zuvor Bossow Ladest) \| Bossow (zuvor Bossow Ladest) \| \| \| 30,100 \| Awanst Glave \| Awanst Glave \| \| \| \| von Blankenberg (Meckl) \| \| \| \| \| von Parchim \| \| \| \| 24,600 \| Karow (Meckl) \| Karow (Meckl) \| \| \| \| nach Neubrandenburg \| \| \| \| 20,420 \| Plau-Quetzin \| Plau-Quetzin \| \| \| \| Ldst Leisten \| \| \| \| 15,210 \| Plau am See \| Plau am See \| \| \| 10,600 \| Silbermühle \| Silbermühle \| \| \| 9,8 \| Awanst Plau am See-Appelburg \| Awanst Plau am See-Appelburg \| \| \| 6,390 \| Ganzlin \| Ganzlin \| \| \| \| nach Röbel \| \| \| \| 1,480 \| Wendisch Priborn \| Wendisch Priborn \| \| \| \| \| \| \| \| 0,000 \| Landesgrenze Mecklenburg-Vorpommern–Brandenburg \| Landesgrenze Mecklenburg-Vorpommern–Brandenburg \| \| \| \| \| \| \| \| −1,580 \| Meyenburg \| Meyenburg \| \| \| \| nach Wittstock \| \| \| \| \| nach Pritzwalk \| \| \| \| \| \| \| \| Quellen: [1] \| \| \| \| |                                                                                           |                                                      |                                                      |
| Strecke |                                                                                           | von Schwaan                                          | von Schwaan                                          |
| Abzweig geradeaus und von rechts |                                                                                           | von Bützow                                           | von Bützow                                           |
| Bahnhof | 59,461                                                                                    | Güstrow                                              | Güstrow                                              |
| Bahnhof | 56,320                                                                                    | Priemerburg                                          | Priemerburg                                          |
| Abzweig geradeaus und nach links |                                                                                           | nach Plaaz und nach Szczecin                         | nach Plaaz und nach Szczecin                         |
| Wechsel des Eisenbahninfrastrukturunternehmens | 55,376                                                                                    | Infrastrukturgrenze DB InfraGO / RegioInfra Nord-Ost | Infrastrukturgrenze DB InfraGO / RegioInfra Nord-Ost |
| Haltepunkt / Haltestelle | 52,900                                                                                    | Klueß                                                | Klueß                                                |
| Bahnhof | 47,800                                                                                    | Hoppenrade (Meckl)                                   | Hoppenrade (Meckl)                                   |
| Haltepunkt / Haltestelle | 44,400                                                                                    | Klein Grabow                                         | Klein Grabow                                         |
| Haltepunkt / Haltestelle | 41,000                                                                                    | Marienhof                                            | Marienhof                                            |
| Bahnhof | 38,100                                                                                    | Krakow am See (Meckl)                                | Krakow am See (Meckl)                                |
| Haltepunkt / Haltestelle | 33,700                                                                                    | Bossow (zuvor Bossow Ladest)                         | Bossow (zuvor Bossow Ladest)                         |
| Abzweig geradeaus und ehemals von rechts | 30,100                                                                                    | Awanst Glave                                         | Awanst Glave                                         |
| Abzweig geradeaus und ehemals von rechts |                                                                                           | von Blankenberg (Meckl)                              | von Blankenberg (Meckl)                              |
| Abzweig geradeaus und von rechts |                                                                                           | von Parchim                                          | von Parchim                                          |
| Bahnhof | 24,600                                                                                    | Karow (Meckl)                                        | Karow (Meckl)                                        |
| Abzweig geradeaus und nach links |                                                                                           | nach Neubrandenburg                                  | nach Neubrandenburg                                  |
| Haltepunkt / Haltestelle | 20,420                                                                                    | Plau-Quetzin                                         | Plau-Quetzin                                         |
| ehemaliger Dienststation / Betriebs- oder Güterbahnhof |                                                                                           | Ldst Leisten                                         | Ldst Leisten                                         |
| Bahnhof | 15,210                                                                                    | Plau am See                                          | Plau am See                                          |
| Haltepunkt / Haltestelle | 10,600                                                                                    | Silbermühle                                          | Silbermühle                                          |
| Abzweig geradeaus und ehemals von links | 9,8                                                                                       | Awanst Plau am See-Appelburg                         | Awanst Plau am See-Appelburg                         |
| Bahnhof | 6,390                                                                                     | Ganzlin                                              | Ganzlin                                              |
| Abzweig geradeaus und ehemals nach links |                                                                                           | nach Röbel                                           | nach Röbel                                           |
| Haltepunkt / Haltestelle | 1,480                                                                                     | Wendisch Priborn                                     | Wendisch Priborn                                     |
| |                                                                                           |                                                      |                                                      |
| Grenze | 0,000                                                                                     | Landesgrenze Mecklenburg-Vorpommern–Brandenburg      | Landesgrenze Mecklenburg-Vorpommern–Brandenburg      |
| |                                                                                           |                                                      |                                                      |
| Bahnhof | −1,580                                                                                    | Meyenburg                                            | Meyenburg                                            |
| Abzweig geradeaus und ehemals nach links |                                                                                           | nach Wittstock                                       | nach Wittstock                                       |
| Strecke |                                                                                           | nach Pritzwalk                                       | nach Pritzwalk                                       |
| |                                                                                           |                                                      |                                                      |
| Quellen: |                                                                                           |                                                      |                                                      |

Die Bahnstrecke Meyenburg–Güstrow ist eine Nebenbahn in Mecklenburg-Vorpommern. An der Landesgrenze zu Brandenburg bei Meyenburg schließt sie an die Bahnstrecke Neustadt–Meyenburg an und führt von dort über Plau am See nach Güstrow. Der planmäßige Personenverkehr auf dieser Strecke wurde im Jahr 2000 eingestellt. Im Sommer 2020 wurde saisonal an Wochenenden auf den Abschnitten Meyenburg–Ganzlin und Plau am See–Karow (Meckl) der Reiseverkehr mit einzelnen Zügen wieder aufgenommen, ein Jahr später auch zwischen Ganzlin und Plau, im Fahrplanjahr 2022 verkehrt zwischen Meyenburg und Plau am See jedoch kein Zug.

## Geschichte

### Güstrow-Plauer Eisenbahn-Gesellschaft

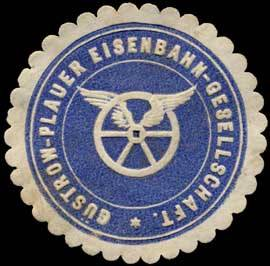
Siegelmarke der Güstrow-Plauer Eisenbahn-Gesellschaft

Das Gutsdorf Karow und die Stadt Plau befürchteten ohne einen Bahnanschluss wirtschaftliche Nachteile. 1882 wurde die Güstrow-Plauer Eisenbahn-Gesellschaft unter zusätzlicher Beteiligung der Städte Güstrow, Krakow am See und Rostock gegründet. Hauptaktionär war die Bahnbaugesellschaft Lenz & Co GmbH, die Bau und Betriebsführung übernahm. Die Bauarbeiten begannen im Mai desselben Jahres. Der Bahnhof Plau am See stammt von 1882.
Am 5. Dezember 1882 wurde die Strecke eröffnet. Sie verlief vom Bahnhof Güstrow bis zum Bahnhof Priemerburg parallel zum Gleis der Hauptstrecke von Bützow zur Landesgrenze bei Strasburg und von dort weiter in südlicher Richtung Krakow, Karow und erreichte schließlich nach 44 Kilometern Plau am See. Die Baukosten betrugen 1,9 Millionen Mark. Bei Betriebsbeginn standen drei Lokomotiven, fünf Personenwagen und 35 Güterwagen zur Verfügung. Die Fortsetzung in Richtung der preußischen Grenze bei Meyenburg führte am 5. Dezember 1886 über Ganzlin bis Wendisch Priborn. Der Lückenschluss fand am 11. Dezember 1887 statt, als auch die Preußischen Staatseisenbahnen ihre Strecke Meyenburg–Pritzwalk–Neustadt (Dosse) fertiggestellt hatten. Inzwischen war von der Güstrow-Plauer Eisenbahn-Gesellschaft am 1. Dezember 1887 eine 10 Kilometer lange Strecke von Priemerburg nach Plaaz an der Lloydbahn Neustrelitz–Warnemünde geschaffen worden. Damit waren direkte Zugfahrten von der Lloydbahn auf die Güstrow-Plauer Eisenbahn realisierbar. Die Gesellschaft konnte wirtschaftlich betrieben werden. 1886 betrug der Gewinn 37,5 % der Einnahmen und die Dividende war auf 2 % festgesetzt. Ab 1887 begann die Gesellschaft mit dem Ausbau der Strecke zur Vollbahn. Aufgrund der finanziellen Mittel war dies nur im Abschnitt Güstrow–Karow möglich.

### Betrieb in Staatseigentum
Am 6. März 1890 ging durch Kauf die Güstrow-Plauer Eisenbahn-Gesellschaft mit einer Streckenlänge von rund 70 Kilometern in das Eigentum des Großherzogtums Mecklenburg-Schwerin über. Dabei wurden auch sechs Lokomotiven übernommen.

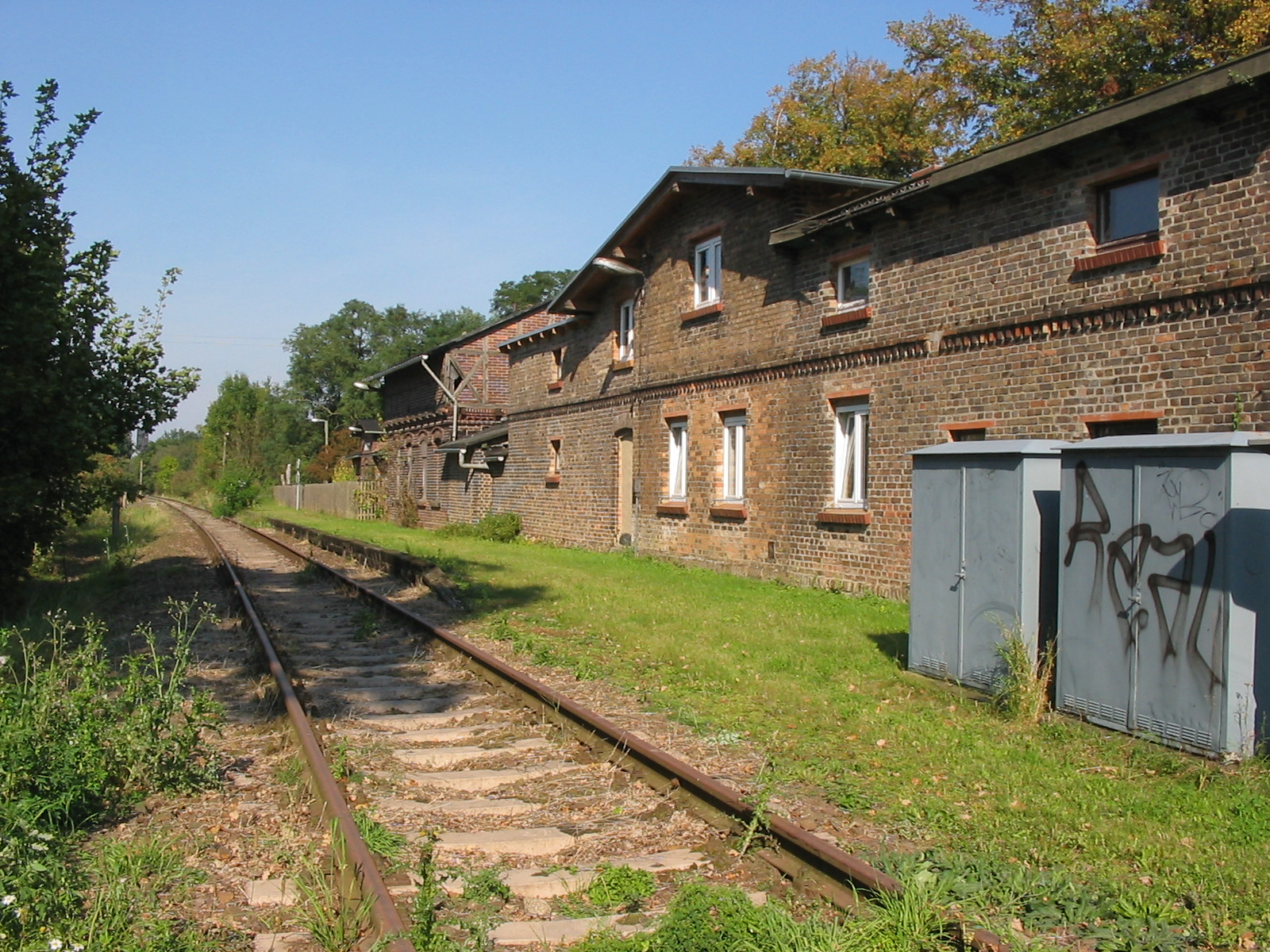
Klein Grabow

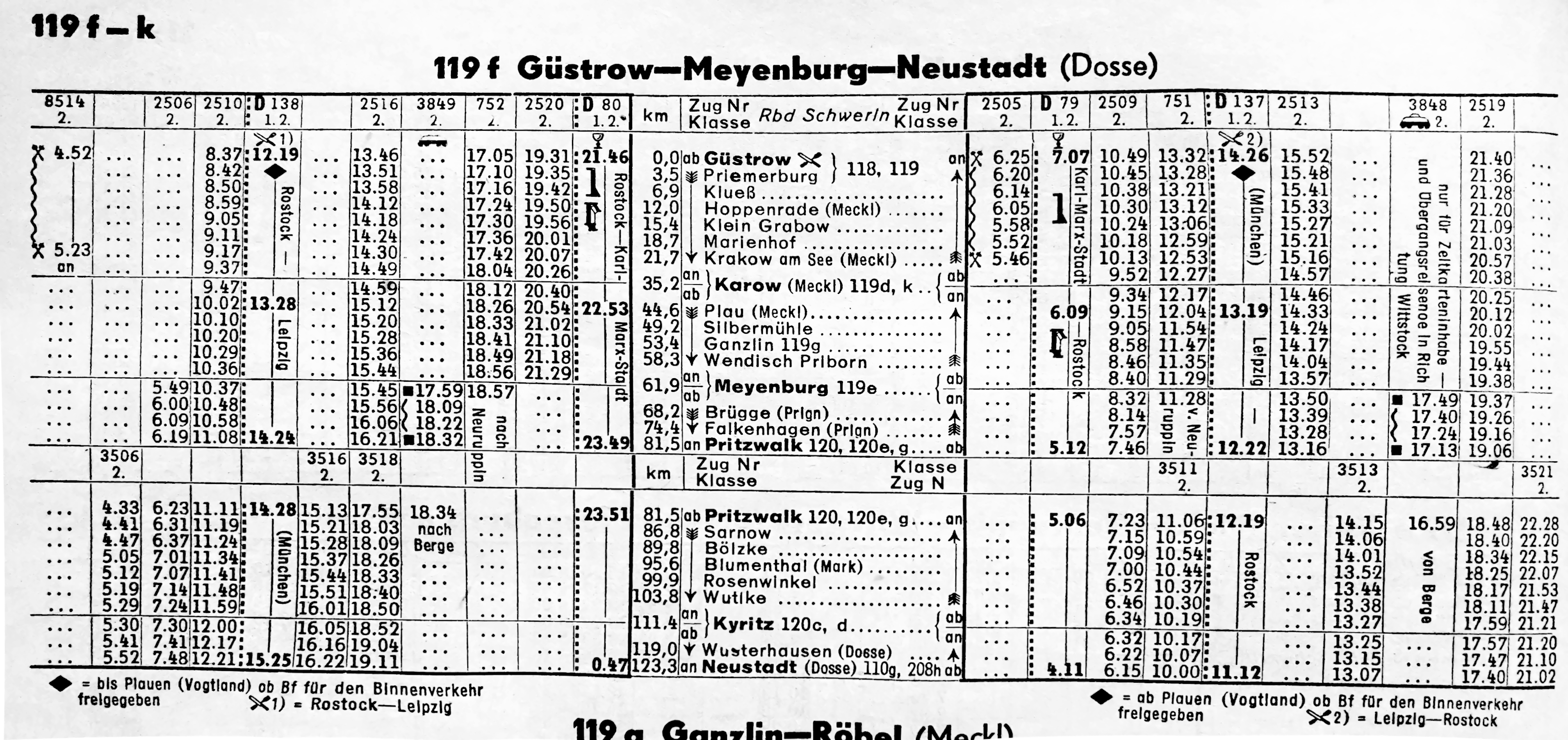
Fahrplan der Gesamtstrecke Neustadt–Güstrow, Sommer 1965

Mit ihrer Gründung übernahm die Deutsche Reichsbahn 1920 den Betrieb auf der Strecke.
Die Strecke diente immer vor allem lokalen Zwecken, wobei die Züge aus Richtung Güstrow in Meyenburg fast alle in Richtung Pritzwalk und meist weiter nach Wittenberge oder Neustadt (Dosse) durchgebunden waren. In den 1950er Jahren gab es einen durchgehenden Personenzug von Berlin über Neuruppin, Wittstock, Meyenburg nach Güstrow und Rostock.
Nach dem Zweiten Weltkrieg wuchs die Bedeutung der Strecke besonders für den Güterverkehr, weil die traditionellen Hauptbahnstrecken in der Sowjetischen Besatzungszone als Reparationen großenteils demontiert (Rostock–Berlin) oder nur noch eingleisig waren. In der Deutschen Demokratischen Republik wurden mehrere Bahnhöfe für längere Güterzüge ausgebaut. Auch nach Wiederherstellung der Hauptstrecken blieb die Strecke für den Güterverkehr sowie für strategische Zwecke wichtig. 1955–1968 fuhr saisonal ein Schnellzugpaar von Rostock in die südlichen Regionen der DDR und zurück über die Strecke, kurzzeitig waren es sogar zwei Zugpaare. So fuhren im Winterfahrplan 1965/66 täglich die Schnellzugpaare D 79/80 zwischen Rostock und Karl-Marx-Stadt und D 137/138 zwischen Rostock und München über die Strecke, bedient wurden lediglich Güstrow, Plau am See und Pritzwalk. 1971–1975 gab es in den Sommerferien nochmals ein Schnellzugpaar Rostock–Erfurt und zurück. Diese Züge verkehrten ab Pritzwalk über Perleberg–Wittenberge oder Kyritz–Neustadt (Dosse). In den 1970er und 1980er Jahren war die Strecke im Personenverkehr Teil der Kursbuchstrecke 810, Wittenberge–Pritzwalk–Meyenburg–Güstrow. Das Personenzugangebot blieb jahrelang konstant. Täglich gab es vier durchlaufende Zugpaare, die für den Abschnitt von Meyenburg nach Güstrow rund 110 Minuten brauchten. Hinzu kamen zwei werktägliche Paare von Güstrow nach Krakow bzw. Karow. Der Bahnhof Karow war nicht nur ein wichtiger Güterbahnhof (Holz, Landwirtschaft), sondern auch ein Nebenbahnknoten, wo sich Züge in vier oder fünf Richtungen trafen. Bei Karow und Goldberg lagen mehrere Kasernen und Truppenübungsplätze der Nationalen Volksarmee. Alle hatten Bahnanschluss.
1992 und 1993 führte man versuchsweise ein bzw. zwei Eilzugpaare Neustadt (Dosse)–Güstrow ein, die aber nur bis 1994 verkehrten. Seit 1997 wurde die Strecke im Zweistundentakt bedient und 1998 der Verkehr der Strecke von der PEG übernommen. Die Züge verkehrten meistens von Neustadt (Dosse) durchgehend nach Güstrow. Trotz zuletzt gestiegener Fahrgastzahlen wurde der reguläre Personenverkehr auf dem Streckenabschnitt Meyenburg–Priemerburg am 24. September 2000 eingestellt. Der Güterverkehr wurde Ende desselben Jahres ebenfalls aufgegeben.

### Entwicklung nach 2000

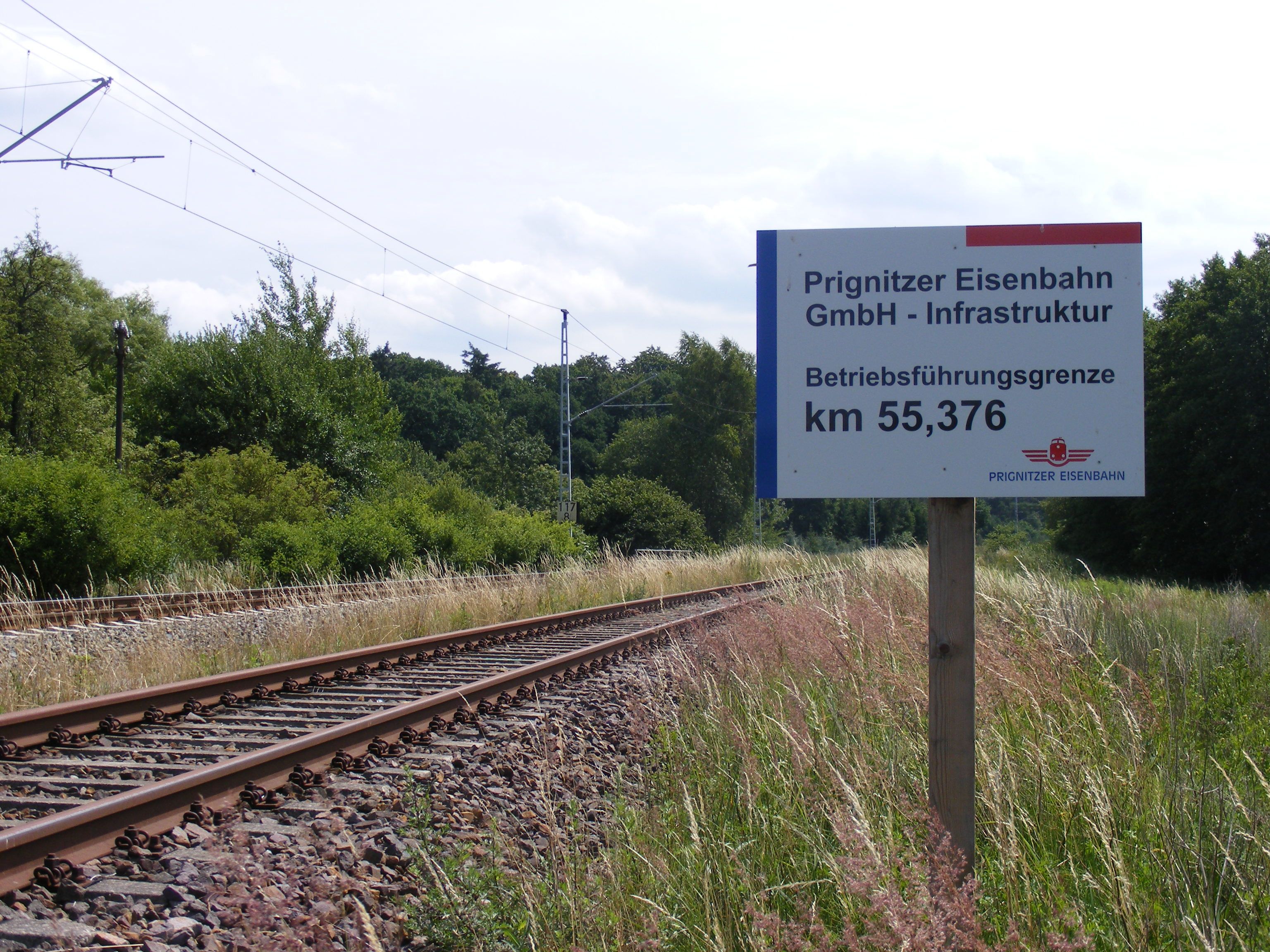
Grenze der Prignitzer Eisenbahn bei Priemerburg

Die Infrastruktur auf dem Südabschnitt Karow–Meyenburg ging 2004 in das Eigentum der Prignitzer Eisenbahn GmbH (PEG) über, für den Nordabschnitt zwischen Priemerburg und Karow geschah dies im November 2007. Die Strecke wird für Überführungen und gelegentlichen Ausflugsverkehr im Sommer genutzt. Der Streckenteil Karow–Priemerburg war von Ende 2004 bis Frühjahr 2008 stillgelegt. Am 24. Mai 2008 hat die Prignitzer Eisenbahn die Wiederinbetriebnahme dieses Abschnittes als öffentliche Eisenbahninfrastruktur vollzogen. Sowohl Güterverkehr als auch touristische Nutzung sind möglich. So fanden am 16. und 17. August 2008 Schienenbusfahrten von Berlin nach Krakow am See statt. Insbesondere das vom Tourismus lebende Krakow am See ist auch an einer Wiederaufnahme des Personenverkehrs interessiert.
Seit dem 10. Juli 2012 betreibt die RegioInfra Nord-Ost die Infrastruktur, die die Prignitzer Eisenbahn Infrastruktur GmbH rückwirkend zum 1. Januar 2012 übernommen hat. Sie betreibt auch die Personenverkehrsanlagen an der Strecke.
In den Jahren 2013 und 2014 verkehrten auf den Abschnitt Meyenburg–Krakow am See wieder regelmäßig Personenzüge der Eisenbahngesellschaft Potsdam: Zwei Zugpaare der Linie RB74, die sonst zwischen Pritzwalk und Meyenburg verkehren, wurden samstags entsprechend verlängert. Ein weiteres Zugpaar fuhr an diesen Tagen zwischen Meyenburg und Silbermühle. Am 5. August 2017 fanden auf Initiative des Fahrgastverbandes Pro Bahn Zugfahrten zwischen Güstrow und Plau am See statt. In Karow, Plau und Ganzlin werden hin und wieder Güterzüge abgestellt.
Die Regio Infra Nord-Ost GmbH & Co. KG gab am 3. April 2019 bekannt, die Strecke zwischen Priemerburg und Plau am See stilllegen zu wollen.
Seit 2020 weist die Strecke wieder eingeschränkt fahrplanmäßigen Personenverkehr auf. Von 20. Mai bis Ende August 2020 fand zwischen Plau am See und Karow an den Wochenenden im Sommerhalbjahr wieder Verkehr, bestellt durch das Land Mecklenburg-Vorpommern, mit drei Zugpaaren zwischen Parchim, Karow und Plau am See statt. Auf dem Südabschnitt verkehrten vom 6. Juni bis 30. August 2020 samstags, sonntags und an Feiertagen zwischen Meyenburg und Ganzlin drei Zugpaare der Hanseatischen Eisenbahn. Dabei wurde die Linie RB74 verlängert. Hier galt der Haustarif der Hanseatischen Eisenbahn. Acht Millionen Euro wurden in die Wiederherstellung der beiden Bahnstrecken investiert. Im Sommerhalbjahr 2021 verkehrten die verlängerten Züge der RB74 und der RB19 wieder an Wochenenden zwischen Meyenburg bzw. Parchim und Plau am See.
Im Zuge der Debatte um die SPNV-Abstellung auf der südlich anbindenden Strecke Meyenburg–Kyritz im September 2022 brachte Hans Leister, ehemaliger Konzernbevollmächtigter der Deutschen Bahn für Brandenburg, den Ausbau der Strecke Güstrow–Meyenburg auf 80 bis 120 km/h ins Spiel. Ab 2028 könnte dann, so Leisters Idee, ein durchgehender Regionalexpress Rostock–Pritzwalk–Berlin mit Akku-Zügen verkehren.

## Sonstiges
Während der Güstrower Stadtteil Primerburg heißt, hat der Bahnhof Priemerburg die Schreibweise behalten.